# أثر إنتاج اللحوم على البيئة
يختلف الأثر البيئي لإنتاج اللحوم نظرًا للتنوع الهائل في الممارسات الزراعية بجميع أنحاء العالم. وقد تم التوصل إلى أن جميع الممارسات الزراعية تعود بالعديد من الآثار على البيئة. ومن الآثار البيئية التي ارتبطت بإنتاج اللحوم: التلوث واستهلاك المياه والأراضي والوقود الأحفوري. يتم الحصول على اللحوم بأساليب عديدة، منها:
- الزراعة العضوية
- الرعي الحر
- الإنتاج الكثيف للماشية]
- زراعة الكفاف
- الصيد
- صيد الأسماك

يُعد اللحم أحد العوامل الرئيسية التي تسهم في انقراض الكتلة السادسة الحالية. وجد تقرير التقييم العالمي الصادر عن «آي بّي بي إي إس» بشأن التنوع البيولوجي وخدمات النظم الإيكولوجية لعام 2019 أن الصناعة الزراعية والصيد الجائر هما المحركان الرئيسيان لأزمة الانقراض، مع وجود تأثير كبير لصناعات اللحوم والألبان. ينص تقرير عام 2006 الذي حمل عنوان ظل الماشية الطويل الذي أصدرته منظمة الأغذية والزراعة (الفاو) للأمم المتحدة على أن «قطاع الثروة الحيوانية يشكل عامل ضغط رئيسي على العديد من النظم الإيكولوجية وعلى كوكب الأرض ككل. على الصعيد العالمي، تُعد صناعة اللحوم واحدة من أكبر مصادر الغازات الدفيئة وأحد العوامل الرئيسية المسببة لفقدان التنوع البيولوجي، وقد تكون المصدر الرئيسي لتلوث المياه في البلدان المتقدمة». (في هذا الاستخدام وغيره من الاستخدامات الأخرى لمنظمة الأغذية والزراعة، تُدرَج الدواجن باعتبارها «ماشية»، ولكن لا يحصل هذا دائمًا في أي مكان آخر). كشفت دراسة نُشرت في دورية كربون بالانس آند مانجمنت في عام 2017 أن انبعاثات الميثان العالمية الناتجة عن الزراعة الحيوانية تزيد بنسبة 11% عن التقديرات السابقة، بناء على بيانات من اللجنة الحكومية الدولية المعنية بتغير المناخ. يُخصص جزء بسيط من هذه التأثيرات للمكونات غير اللحمية في قطاع الثروة الحيوانية مثل صناعات الصوف، والبيض، ومنتجات الألبان، والماشية المستخدمة في الحراثة. تُشير التقديرات إلى أن الماشية توفر الطاقة لحرث ما يصل إلى نصف مساحة الأراضي الزراعية في العالم. تؤكّد دراسة أُجريت في يوليو من عام 2018 في دورية ساينس أن استهلاك اللحوم يزيد نتيجة للنمو السكاني وارتفاع الدخول الفردية، ما سيزيد من انبعاثات الكربون ويزيد من فقدان التنوع البيولوجي.
في 8 أغسطس من عام 2019، أصدرت اللجنة الحكومية الدولية للتنوع البيولوجي المعنية بتغير المناخ ملخصًا لتقرير عام 2019. أكد هذا الملخص أن التحول نحو النظم الغذائية المستندة إلى النباتات سيساعد على التخفيف من تغير المناخ والتكيف معه. وفقًا لدراسة أجرتها دورية نيتشر في عام 2018، سيكون التقليل الكبير من استهلاك اللحوم أمرًا «ضروريًا» للتخفيف من تغير المناخ، خاصة مع زيادة عدد السكان بمقدار يصل إلى 203 مليارات نسمة بحلول منتصف القرن. وقّع 15,364 عالمًا على تحذير للإنسانية في عام 2017، يدعون فيه، من بين أمور أخرى، إلى التقليل بشكل كبير من استهلاك الفرد للحوم. يظهر أيضًا تحول مشابه في الأنظمة الغذائية الخالية من اللحوم باعتباره الخيار الآمن الوحيد لإطعام السكان المتزايدين دون مزيد من إزالة الغابات ولسيناريوهات إنتاجية المختلفة.

## استخدام الماء
يشمل الاستخدام الافتراضي للمياه في إنتاج المواشي المياه المستخدمة في إنتاج الأعلاف. يتجاوز استخدام المياه السطحية والجوفية المسحوبة لري المحاصيل المستخدمة للماشية في الولايات المتحدة نحو 60:1.
يمثل الري نحو 37% من استخدام المياه العذبة المسحوبة في الولايات المتحدة، وتوفر المياه الجوفية نحو 42% من مياه الري في الولايات المتحدة. تُشير التقديرات إلى أن مياه الري المستخدمة في إنتاج علف الماشية تمثل نحو 9% من استخدام المياه العذبة المسحوبة في الولايات المتحدة. يمثل استنزاف المياه الجوفية مصدر قلق في بعض المناطق بسبب مشاكل الاستدامة (وفي بعض الحالات، هبوط الأرض و/أو تسرب المياه المالحة). من الأمثلة المهمة بشكل خاص في أمريكا الشمالية حيث يحدث النضوب في السهول العالية خزانُ أوجالا الجوفي الذي يشكل الأساس لنحو 174,000 ميل مربع في أجزاء من ثماني ولايات، ويوفر 30% من المياه الجوفية المسحوبة للري في الولايات المتحدة. يُعد جزء من إنتاج أعلاف الماشية المروية غير مستدام من الناحية الهيدرولوجية على المدى الطويل بسبب نضوب طبقة المياه الجوفية. تنتج الزراعة البعلية التي لا يمكن أن تستنفد مصدر المياه الكثير من علف الماشية في أمريكا الشمالية. تمتلك الذرة أهمية خاصة، إذ تمثل نحو 91.8% من الحبوب التي استُخدمت لتغذية الماشية والدواجن في الولايات المتحدة في عام 2010.

## الآثار على النظم الإيكولوجية
تأثرت العديد من الموائل النهرية وشواطئ الأنهار في غرب الولايات المتحدة سلبًا برعي الماشية، ما أدى إلى زيادة الفوسفات، والنترات، وانخفاض الأكسجين المنحل، وزيادة درجة الحرارة، والعكورة، وفرط المغذيات، وانخفاض تنوع الأنواع. تشمل خيارات إدارة الماشية وقاية ضفاف الأنهار من خلال إضافة الأملاح والمعادن، ما يحد من إمكانية الوصول الموسمي، واستخدام مصادر المياه البديلة، وتوفير معابر التيار «المتصلدة» والرعي والتسييج. وجدت دراسة أُجريت في عام 1997 في شرق الولايات المتحدة أن إطلاق النفايات من مزارع لحم الخنزير قد يتسبب أيضًا بحوادث فرط المغذيات على نطاق واسع في المسطحات المائية، بما في ذلك نهر المسيسيبي والمحيط الأطلسي. اتُخذت تدابير للحد من مخاطر التصريف العرضي من البحيرات اللاهوائية، ومنذ ذلك الحين، صار هناك دليل على تحسين الإدارة البيئية في إنتاج الخنازير في الولايات المتحدة. قد يساعد تنفيذ تخطيط إدارة السماد ومياه الصرف في ضمان انخفاض مخاطر تصريف المياه في النظم المائية.

## الآثار على الحياة البرية
قد يؤثر الرعي (خاصة الرعي الجائر) على بعض أنواع الحياة البرية، على سبيل المثال، عن طريق تغير الغطاء والإمدادات الغذائية. يساهم الطلب المتزايد على اللحوم في فقدان مهم للتنوع البيولوجي لأنه محرك مهم لإزالة الغابات وتدمير الموائل الغنية بالأنواع مثل تحويل أجزاء كبيرة من منطقة الأمازون إلى الزراعة لإنتاج اللحوم. يذكر الموقع الإلكتروني لمعهد الموارد العالمية (دبليو آر آي) أن «30% من الغطاء الحرجي العالمي قد تم تطهيره، بينما هناك نسبة 20% أخرى قد تدهورت، وجُزّئ معظم الباقي، ولم يتبقّ سوى 15% فقط». يوافق تقرير التقييم العالمي الصادر عن «آي بّي بي إي إس» بشأن التنوع البيولوجي وخدمات النظم الإيكولوجية لعام 2019 على أن صناعة اللحوم تلعب دورًا هامًا في فقدان التنوع البيولوجي. يُستخدم ما يقارب 25% إلى 40% من مساحة الأرض في العالم لتربية المواشي. يذكر معهد الموارد العالمية أيضًا أن «ما يُقدر بنحو 1.5 مليار هكتار من الأراضي الزراعية التي كانت منتجة ذات يوم والأراضي الرعوية -وهي مساحة تقارب مساحة روسيا- في العالم قد تدهورت. قد تؤدي استعادة الإنتاجية إلى تحسين الإمدادات الغذائية، والأمن المائي، والقدرة على مكافحة تغير المناخ».
وجدت العديد من الدراسات التي أُجريت في أمريكا الشمالية أن الرعي يحسن أحيانًا من الموائل بالنسبة للإلكة، وكلاب المروج سوداء الذيل، والطيهوج العاقل الكبير، والأيل طويل الأذنين. أظهر استقصاء لمديري الملاجئ أُجري على 123 ملجأً للحياة البرية في الولايات المتحدة أن 86 نوعًا من الحيوانات البرية تُعتبر متضررة بشكل إيجابي، و82 نوعًا تأثرت بشكل سلبي من ملاجئ الماشية وتصنيع الدريس. غالبًا ما يكون نوع نظام الرعي المستخدم (مثل الرعي الدوراني والرعي المؤجل) مهمًا في تحقيق فوائد الرعي لأنواع معينة من الحيوانات البرية.

## توجهات الإنتاج والاستهلاك
يمكن أن تنتج الآثار المترتبة على البيئة من التغيرات في كمية الإنتاج لمواجهة التغيرات في الطلب على الاستهلاك. وقد أشارت التقديرات إلى أن الاستهلاك العالمي من اللحوم قد يتضاعف في الفترة ما بين عامي 2000 و2050. ويرجع السبب الرئيسي في ذلك إلى تزايد أعداد سكان العالم، لكن من أسبابه الأخرى أيضًا تزايد معدل استهلاك اللحوم لكل فرد (لا سيما في دول العالم النامي). وقد شهد الإنتاج والاستهلاك العالمي من لحوم الدواجن مؤخرًا نموًا بمعدل يزيد عن 5 في المائة سنويًا. وقد تتنوع التوجهات بين قطاعات الماشية المختلفة. على سبيل المثال، معدل الاستهلاك العالمي لكل فرد من لحم الخنزير تزايد مؤخرًا (ويرجع السبب الرئيسي في ذلك إلى التغيرات التي شهدها الاستهلاك داخل الصين)، في حين شهد الاستهلاك العالمي لكل فرد من لحوم الحيوانات المجترة تراجعًا.

## الرعي واستخدام الأراضي

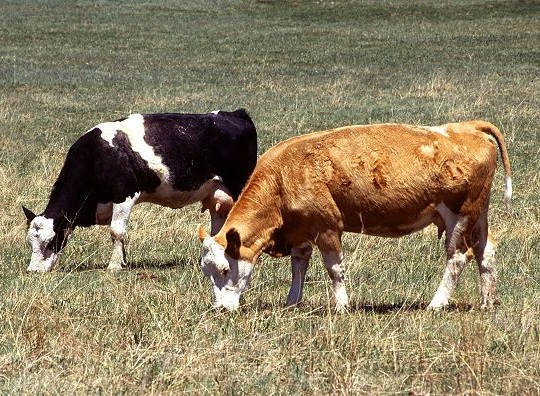
الرعي بالأراضي الجافة في السهول الكبرى بولاية كولورادو

إذا ما قورن الرعي بالإنتاج الكثيف للماشية، فسنجد أن الإنتاج الكثيف للماشية يتطلب كميات كبيرة من العلف المحصود. وزراعة الحبوب المُستخدَمة كعلف تستلزم بدورها مساحات هائلة من الأراضي. رغم ذلك، عند استخدام الحبوب كعلف، لا يتطلب إنتاج اللحوم سوى كميات صغيرة منه فقط. ولا يرجع السبب في ذلك إلى أن تركيز الطاقة القابلة للاستقلاب في الحبوب أعلى من تركيزها في الأغذية الخشنة فحسب، وإنما أيضًا إلى ارتفاع نسبة الطاقة الإنتاجية الصافية إلى الطاقة الصافية للإدامة حيث تكون الطاقة المستخدمة في الاستقلاب أعلى. ورطل اللحم البقري (وزن الماشية الحية) يتطلب سبعة أرطال من العلف، في حين يتطلب كل رطل من لحم الخنزير أكثر من ثلاثة أرطال، وكل رطل من الدواجن أقل من رطلين من العلف. لكن هذه التقديرات العامة تنطوي على افتراضات ضمنية بشأن جودة العلف. على سبيل المثال، قد يتطلب إنتاج رطل من الماشية الحية المُنتِجة للحم البقري كمية تتراوح من 4 إلى 5 أرطال من العلف ذي المحتوى العالي من البروتين والطاقة القابلة للاستقلاب، أو ما يزيد عن 20 رطلاً من العلف الأقل في مستوى الجودة.
يستلزم، كذلك، إنتاج حيوانات الرعي الحر أراضي للرعي، الأمر الذي أدى في بعض المناطق إلى تغير في استخدام الأراضي. فتشير منظمة الأغذية والزراعة (FAO) إلى أن «إزالة الغابات لتربية الماشية في المزارع تمثل أحد الأسباب الرئيسية لفقدان بعض الأنواع النباتية والحيوانية الفريدة في الغابات الاستوائية المطيرة في أمريكا الجنوبية والوسطى، بالإضافة إلى انبعاث الكربون في الغلاف الجوي.» ومن أمثلة النتائج المترتبة على ذلك ما يسفر عنه من آثار على استهلاك اللحوم في أوروبا التي تستورد كميات كبيرة من العلف من البرازيل.
تمثل تربية الحيوانات للاستهلاك البشري نحو 40% من إجمالي الناتج الزراعي في الدول الصناعية. كما يشغل الرعي 26% من سطح الأرض الخالي من الثلوج، ويستهلك إنتاج محاصيل العلف نحو ثُلث إجمالي الأراضي الصالحة للزراعة.
يرتبط أحيانًا تراجع جودة الأراضي إلى الإفراط في الرعي. ويعكس تصنيف جودة المراعي استقرار الموقع والتربة، والوظائف الهيدرولوجية، والسلامة الحيوية. أجرى مكتب إدارة الأراضي الأمريكي في نهاية عام 2002 تقييمًا لجودة المراعي في حصص رعي تبلغ 7437 حصة (أي 35 في المائة من حصص الرعي الخاصة بها أو 36 في المائة من مساحة الأرض التي تتضمنها هذه الحصص)، وتوصل إلى أن 16 في المائة من هذه الحصص لم تفِ بمعايير جودة المراعي بسبب ممارسات الرعي الحالية فيها أو مستويات استخدام المراعي. وأدى ذلك إلى استنتاج المكتب أنه يمكن الوصول إلى نسبة مماثلة عند استكمال هذه التقييمات. يُعَد تجريف التربة، كذلك، المرتبط بالإفراط في الرعي من القضايا المهمة في العديد من مناطق الأراضي الجافة في العالم. لكن، في المزارع الأمريكية، تأتي نسبة تجريف التربة المرتبطة بالمراعي المستخدمة في رعي الماشية أقل بكثير من النسبة التي تساهم بها الأراضي المستخدمة في إنتاج المحاصيل في هذا التجريف. وتبلغ نسبة القابلية لخسارة التربة نتيجة للتجريف الطبقي وتجريف الجداول المائية 95.1 في المائة، وتجريف الرياح 99.4 في المائة من المراعي التي قامت بجردها الهيئة الأمريكية للحفاظ على الموارد الطبيعية.

## كتابات أخرى
- McMichael AJ, Powles JW, Butler CD, Uauy R (2007 Sep 12). "Food, livestock production, energy, climate change, and health" (PDF). Lancet. ج. 370 ع. 9594: 1253. DOI:10.1016/S0140-6736(07)61256-2. PMID:17868818. مؤرشف من الأصل (PDF) في 2010-07-25. {{استشهاد بدورية محكمة}}: تحقق من التاريخ في: |سنة= (مساعدة)صيانة الاستشهاد: أسماء متعددة: قائمة المؤلفين (link)
- Baroni L, Cenci L, Tettamanti M, Berati M. (2007 Feb). "Evaluating the environmental impact of various dietary patterns combined with different food production systems" (PDF). Eur J Clin Nutr. ج. 61 ع. 2: 279–86. DOI:10.1038/sj.ejcn.1602522. PMID:17035955. مؤرشف من الأصل (PDF) في 2018-08-28. {{استشهاد بدورية محكمة}}: تحقق من التاريخ في: |سنة= (مساعدة)صيانة الاستشهاد: أسماء متعددة: قائمة المؤلفين (link)
- Heitschmidt RK, Vermeire LT, Grings EE. (2004). "Is rangeland agriculture sustainable?". J Anim Sci. ج. 82 ع. E–Suppl: E138–146. PMID:15471792.{{استشهاد بدورية محكمة}}:  صيانة الاستشهاد: أسماء متعددة: قائمة المؤلفين (link)